# Vanja Brodnik
Vanja Brodnik, slovenska alpska smučarka, * 13. marec 1989, Trebnje.
Brodnikova je na tekmah svetovnega pokala prvič nastopila leta 2007 v Söldnu. Na tekmah evropskega pokala je do leta 2008 zbrala dve zmagi in še dve uvrstitvi med prve tri. V sezoni 2007/08 je nastopila na šestih tekmah svetovnega pokala, a je na vseh odstopila.